# Герб Ермолино
Герб городского поселения «Город Ермо́лино» Боровского района Калужской области Российской Федерации.
Герб утверждён решением № 217 Городской Думы муниципального образования «Город Ермолино» Боровского района 26 декабря 1999 года.
Герб внесён в Государственный геральдический регистр Российской Федерации с присвоением регистрационного номера № 696.

## Описание и обоснование символики
Геральдическое описание (блазон) гласит:
В лазоревом поле в перевязь золотая летящая птица иволга, держащая в лапах червленый щиток, обремененный золотым челноком в столб; зелёная облачная оконечность о двух видимых по сторонам выступах и одном просвете окаймлена серебром.
Основой герба города Ермолино стало его географическое расположение на излучине реки Протвы, изображенной в гербе извилистой серебряной лентой.
Серебро в геральдике — символ простоты, совершенства, мудрости, благородства, мира, взаимосотрудничества.
Голубой цвет в геральдике — символ чести, славы, преданности, истины, красоты, добродетели и чистого неба.
С небом неразрывно связан грузовой аэропорт «Ермолинские авиалинии», который аллегорически изображен летящей птицей-труженицей иволгой.
Птица со щитком, летящая вверх показывает устремленность Ермолино в будущее, не забывая истоки становления города, которое проходило вокруг прядильно-ткацкой фабрики, отображенной в щитке челноком.
Красный цвет символ труда, жизнеутверждающей силы, мужества, праздника и красоты.
Золото — символ прочности, величия, интеллекта, великодушия.
Зелёный цвет показывает природу, окружающую город, богатую полями, лесами, лугами, а также сельское хозяйство. Зелёный цвет также символ надежды, жизни и возрождения.
Помещение челнока в отдельный щиток символизирует особое значение ткацкого производства в истории Ермолино.

## История
Герб Ермолино был разработан при содействии Союза геральдистов России.
Авторы герба: идея — Константин Моченов (Химки), Сергей Исаев (Москва), Вадим Блаженков (г. Ермолино); художник — Роберт Маланичев (Москва).